# Еница
Еница (болг. Еница) — село в Болгарии. Находится в Плевенской области, входит в общину Кнежа. Население составляет 1068 человек.

## Политическая ситуация
В местном кметстве Еница, в состав которого входит Еница, должность кмета (старосты) исполняет Симеон Емануилов Желязков (Болгарская социалистическая партия (БСП)) по результатам выборов.
Кмет (мэр) общины Кнежа — Симеон Тодоров Шарабански (коалиция в составе 3 партий: Болгарская социал-демократия (БСД), Союз свободной демократии (ССД), Союз демократических сил (СДС)) по результатам выборов.